# C/S Wartena
C/S Wartena var ett svenskt kabelläggningsfartyg som byggdes år 1958 som lastfartyg för rederiet Wartena vid Bijlsma & Zonen i Wartena i Nederländerna.
I april 1967 övertogs hon av rederiet Ernst August Olofsson i 
Grundsund och svenskflaggades.
År 1986 byggdes Wartena om till kabelfartyg och styrhytten gjordes högre och bredare. Året efter bytte hon ägare och fick Kalmar som hemmahamn.
Fartyget övertogs av Karlskrona kommun år 1989. Det fick Karlskrona som hemmahamn och användes för utbildning vid Törnströmska gymnasiet. Hon övertogs av kabelläggningsföretaget Baltic Offshore år 2010 men 
utbildningen fortsatte genom ett samarbetsavtal.
I april 2018 bogserades Wartena från Kalmar till Grenå i Danmark där hon skrotades.